# Giuseppe Giusti
Giuseppe Giusti (n. 13 mai 1809, Monsummano Terme, Toscana, Italia – d. 31 martie 1850, Florența, Marele Ducat de Toscana) a fost un poet italian.
Scrierile sale au un caracter satiric, vehiculează idei iluministe, pe teme istorice și patriotice, în contextul perioadei Risorgimento de renaștere a Italiei.

## Opera
- 1835: Ziua mâniei ("Dies irae")
- 1836: Cizma ("Lo stivale")
- 1843: Pământul morților ("La terra dei morti")
- 1845: Glume ("Scherzi")
- 1851: Culegere de proverbe toscane ("Raccolta di proverbi toscani").

1. 1 2  Giuseppe Giusti, Brockhaus Enzyklopädie
2. ↑  Giuseppe Giusti, International Music Score Library Project, accesat în 9 octombrie 2017
3. ↑  Giuseppe Giusti, Opća i nacionalna enciklopedija
4. ↑  Giuseppe Giusti, Internet Speculative Fiction Database, accesat în 9 octombrie 2017
5. ↑  Giuseppe Giusti, Autoritatea BnF
6. 1 2 3  Archivio Storico Ricordi, accesat în 3 decembrie 2020
7. 1 2  Autoritatea BnF, accesat în 10 octombrie 2015
8. ↑  Dizionario Biografico degli Italiani
9. ↑  Giuseppe Giusti, Encyclopædia Britannica Online, accesat în 9 octombrie 2017
10. ↑  CONOR.SI[*] Verificați valoarea |titlelink= (ajutor)